# Selim I
Selim I (în turca otomană: سليم اوّل, în turca modernă: I. Selim, poreclit Cel Necruțător; n. 10 octombrie 1470, Amasya, Imperiul Otoman – d. 22 septembrie 1520, Çorlu, Imperiul Otoman) a fost sultanul Imperiului Otoman între anii 1512 - 1520. El a cucerit Egiptul în 1516-1517, învingând armatele mamelucilor și i-a înfrânt pe perși la Caldiran în 1514.

## Viața
Selim I s-a născut în Amasya. El și-a detronat tatăl, Baiazid al II-lea (1481-1512) printr-o revoltă, forțându-l să meargă în exil la Dimetoka, dar acesta a murit pe drum. Acest lucru a fost posibil deoarece Baiazid al II-lea era bătrân iar oastea otomană era de acord că trebuie să își schimbe sultanul. De asemenea, Selim și-a condamnat la moarte frații (Ahmet și Korkut), pentru a elimina potențialii concurenți la tronul Imperiului Otoman. Mama lui era Gül-Bahār Khātûn, care nu a reușit să obțină titlul de Valide Khatun. Selim s-a căsătorit cu Ayșe Hafsa Sultan, din Crimeea, fiica hanului Mengli Ghirai I. Ei au avut împreună cinci copii: Soliman I (viitorul sultan) și patru fiice, Hatice, Beyhan, Șah și Fatma.

## Moartea
După campania din Egipt, Selim pregătea o expediție în Ungaria. Pregătirile pentru această expediție s-au oprit însă brusc, la aflarea veștii că sultanul Selim este bolnav, în al optulea an de domnie. El avea aproximativ 55 de ani. Se presupune că suferea de o boală de piele, din cauza călăritului excesiv. Unii istorici spun că el ar fi avut cancer de piele. Selim a murit la Çorlu, Tekirdağ. Pe tronul Imperiului Otoman s-a urcat fiul său, Soliman Magnificul, în timpul căruia Imperiul Otoman a atins apogeul.
| | Sultani ai Imperiului Otoman |                        |                   |                       |                   |                   |
| Ascensiunea (1299 – 1453) Osman I Orhan Gazi Murad I Hudavendighiar Baiazid I Ildârâm Mehmed I Celebi Murad al II-lea Mahomed al II-lea Propășirea (1453 – 1683) Baiazid al II-lea Selim I Soliman I Selim al II-lea Murad al III-lea Mehmed al III-lea Ahmed I Mustafa I Osman al II-lea Murad al IV-lea Stagnarea (1683 – 1827) Ibrahim I Mehmed al IV-lea Suleiman al II-lea Ahmed al II-lea Mustafa al II-lea Ahmed al III-lea Mahmud I Osman al III-lea Mustafa al III-lea Abdul Hamid I Selim al III-lea Mustafa al IV-lea Mahmud al II-lea Declinul (1828 – 1908) Abdul-Medjid Abdul-Aziz Murad al V-lea Abdul-Hamid al II-lea Mehmed al V-lea Destrămarea (1908 – 1923) Mehmed al VI-lea |                              |                        |                   |                       |                   |                   |
| Ascensiunea (1299 – 1453) |                              |                        |                   |                       |                   |                   |
| Osman I | Orhan Gazi                   | Murad I Hudavendighiar | Baiazid I Ildârâm | Mehmed I Celebi       | Murad al II-lea   | Mahomed al II-lea |
| Propășirea (1453 – 1683) |                              |                        |                   |                       |                   |                   |
| Baiazid al II-lea | Selim I                      | Soliman I              | Selim al II-lea   | Murad al III-lea      | Mehmed al III-lea | Ahmed I           |
| |                              | Mustafa I              | Osman al II-lea   | Murad al IV-lea       |                   |                   |
| Stagnarea (1683 – 1827) |                              |                        |                   |                       |                   |                   |
| Ibrahim I | Mehmed al IV-lea             | Suleiman al II-lea     | Ahmed al II-lea   | Mustafa al II-lea     | Ahmed al III-lea  | Mahmud I          |
| Osman al III-lea | Mustafa al III-lea           | Abdul Hamid I          | Selim al III-lea  | Mustafa al IV-lea     | Mahmud al II-lea  |                   |
| Declinul (1828 – 1908) |                              |                        |                   |                       |                   |                   |
| | Abdul-Medjid                 | Abdul-Aziz             | Murad al V-lea    | Abdul-Hamid al II-lea | Mehmed al V-lea   |                   |
| Destrămarea (1908 – 1923) |                              |                        |                   |                       |                   |                   |
| |                              |                        | Mehmed al VI-lea  |                       |                   |                   |